# Thaumastochilus termitomimus
Thaumastochilus termitomimus là một loài nhện trong họ Zodariidae. Loài này phân bố ở Nam Phi.